# Dia internacional de les cooperatives
El Dia Internacional de la Cooperativa és una celebració anual del moviment cooperatiu celebrada el primer dissabte de juliol des de 1923 per l'Aliança Cooperativa Internacional.
El 16 de desembre de 1992, l'Assemblea General de les Nacions Unides va proclamar en la resolució 47/90 "el primer dissabte de juliol de 1995 com a Dia Internacional de les Cooperatives, en commemoració del centenari de la creació de l'Aliança Cooperativa Internacional". Des del 1995, aquest dia internacional Nacions Unides se celebra conjuntament amb Dia internacional que ja tenia el mateix nom.
Les cooperatives d'arreu del món celebren el dia de diferents maneres i cada any les institucions organitzadores acorden un tema per a les celebracions. El tema del 2010 va ser l'empresa cooperativa empodera les dones, coincidint amb el 15è aniversari de la Plataforma d'Acció de Beijing.

## Lemes anuals
- 2021: És millor reconstruir junts[4]
- 2020: Cooperatives per a l'acció climàtica[5]
- 2019: COOPS 4 PEL TREBALL DIGNE[6]
- 2018: Consum i producció sostenibles
- 2017: Les cooperatives asseguren que ningú es quedi enrere
- 2016: Cooperatives: El poder d'actuar per un futur sostenible.
- 2015: Trieu cooperatives, trieu igualtat
- 2014: Les empreses cooperatives aconsegueixen un desenvolupament sostenible per a tothom.
- 2013: L'empresa cooperativa es manté forta en temps de crisi.
- 2012: Les empreses cooperatives construeixen un món millor.
- 2011: Joventut, el futur de l'empresa cooperativa
- 2010: L'empresa cooperativa empodera les dones
- 2009: impulsar la recuperació mitjançant l'empresa cooperativa[7]
- 2008: Afrontar el canvi climàtic a través de l'empresa cooperativa[8][9]
- 2007 Valors i principis cooperatius per a la responsabilitat social corporativa[10]
- 2006 Construcció de la pau a través de les cooperatives
- 2005: Les microfinances són el nostre negoci! Cooperar per sortir de la pobresa[11]
- 2004: Cooperatives per a una globalització justa: creant oportunitats per a tothom[12][13]
- 2003: Les cooperatives fan que el desenvolupament passi!: La contribució de les cooperatives als Objectius de Desenvolupament del Mil·lenni de les Nacions Unides[14]
- 2002: Societat i cooperatives: preocupació per la comunitat[15]
- 2001: L'avantatge cooperatiu en el tercer mil·lenni[16]
- 2000: Cooperatives i foment de l'ocupació[17]
- 1999: Política pública i legislació cooperativa[18]
- 1998: Les cooperatives i la globalització de l'economia[19]
- 1997: La contribució cooperativa a la seguretat alimentària mundial[20]
- 1996: Empresa cooperativa: empoderament per a un desenvolupament sostenible centrat en les persones[20]
- 1995: El centenari de l'ICA i els pròxims 100 anys de cooperació internacional[20]